# Cristian Trapella
Cristian Trapella (Biella, 2 maggio 1972) è un ex calciatore italiano, di ruolo difensore o centrocampista.

## Carriera
Esterno sinistro di difesa e centrocampo, esordisce giovanissimo nella Biellese, giocando 15 partite nel Campionato Interregionale 1987-1988.
Acquistato dal Genoa, rimane in rossoblu per tre stagioni senza mai giocare in prima squadra, e nel 1991 viene ceduto al Fiorenzuola, in Serie C2. Con la formazione valdardese disputa quattro campionati consecutivi, conquistando la promozione in Serie C1 nel 1993 e sfiorando l'approdo in Serie B perdendo ai rigori la finale playoff contro la Pistoiese, nel campionato di Serie C1 1994-1995.
Nella stagione successiva indossa anche la fascia di capitano (in assenza del titolare Rocco Crippa) nella partita di Coppa Italia persa contro l'Inter per 2-1.
La partita contro i nerazzurri è una delle ultime con il Fiorenzuola: nel mercato autunnale si sposta di pochi chilometri e viene acquistato dal Piacenza, in Serie A. Debutta nella massima serie il 26 novembre 1995, nella sconfitta per 3-0 sul campo del Milan, totalizzando 7 presenze a fine stagione.
Nell'estate 1996 scende in Serie B con la maglia della Reggina. Sullo Stretto non trova spazio (9 presenze in tutto), e a novembre torna in terza serie trasferendosi all'Ancona. Con i dorici conquista la promozione in Serie B, categoria nella quale non viene riconfermato passando al Brescello, di nuovo in Serie C1. Vi rimane fino al 2000, con l'intermezzo di un'ultima stagione nella serie cadetta con la Fidelis Andria.
In seguito milita per tre campionati consecutivi di Serie C1 con la maglia del Lumezzane, e per due stagioni con la Cremonese, con cui ottiene la promozione dalla Serie C2 alla Serie C1 nel 2004. Conclude la carriera professionistica con due stagioni nell'Ivrea e una nel Rodengo Saiano, in Serie C2, e prosegue tra i dilettanti, vestendo le maglie di Villanova, Vernasca e Besurica, tutte nel Piacentino.

## Palmarès

### Club

#### Competizioni nazionali
- Serie C1: 1

Cremonese: 2004-2005
- Serie B: 1

Genoa: 1988-1989